# Gísli Halldórsson
Gísli Halldórsson, född 2 februari 1927, död 27 juli 1998, var en isländsk skådespelare och teaterregissör. Han gick Lárus Pálssons scenskola och debuterade 1951 på Reykjaviks stadsteater, som han förblev knuten till. För teatern kom han att arbeta både som skådespelare och regissör i många av sin tids mest framgångsrika produktioner på Island. Han är även känd för roller i filmer som Naturens barn och Djävulsön och TV-serien Sigla himinfley. Han var gift och hade tre barn.

## Filmografi
- Jón Oddur & Jón Bjarni (1981)
- Áramótaskaup 1986 (1986)
- Áramótaskaup 1987 (1987)
- Kristnihald undir jökli (1989)
- Naturens barn (Börn náttúrunnar) (1991)
- Áramótaskaup 1991 (1991)
- Karlakórinn Hekla (1992)
- Ingaló (1992)
- Sigla himinfley (1994)
- Drömslottet (Skýjahöllin) (1994)
- Á köldum klaka (1995)
- Djävulsön (Djöflaeyjan) (1996)
- Dansinn (1998)